# محمد السقاط
محمد السقاط (7 يوليو 1942 - 26 يوليو 2023)، هو مسؤول حكومي مغربي تقلد مناصب عديدة، منها منصب والي بنك المغرب (1989-2003).

## حياته
وُلد في 7 يوليو 1942 بمدينة فاس، شغل عدة مناصب. التحق بوزارة المالية عام 1966م، وفي سنة 1970 أصبح نائبا للمدير، ثم مديرا للميزانية. وفي عام 1983، عُيِّن مديرا عاما للجمارك والضرائب غير المباشرة. وتقلد في الفترة الممتدة من سنة 1986 إلى سنة 1989، منصب كاتب الدولة في الشؤون الخارجية مكلفا بالعلاقات مع المجموعة الاقتصادية الأوروبية في حكومة العمراني الرابعة/العراقي. وفي سبتمبر 1989، عُيِّن واليا لبنك المغرب (البنك المركزي) في سياق مخطط التقويم الهيكلي. وقد ساهم بهذه الصفة، على الخصوص، في تقدم ورش الإصلاحات المالية، وإصلاح القانون الأساسي للبنك المركزي، وإعداد قانون بنكي جديد.

## وفاته
توفي يوم الأربعاء 26 يوليو 2023 بمدينة الرباط، عن عمر يناهز 81 سنة.